# ASP2535
ASP2535是甘氨酸转运蛋白1的抑制剂，在阿尔茨海默病和精神分裂症上有治疗研究。
它可以6-苯基烟酸，4-氨基苯并呋咱和2-甲基丙酰肼为原料经多步反应制得。